# Type 62
Il  Type 62 è un carro armato cinese leggero. Non è tanto un carro "leggero", quanto piuttosto un carro "ridotto".

## Storia
Deriva dal già minuscolo carro Type 59 (carro armato), la copia cinese del T-54/55, ma è ulteriormente ridotto, per essere impiegato in aree di montagna e altri ambiti difficili in cui sia richiesto un carro armato, ma non vi sia normalmente la possibilità di disporne. In tali ambiti difficili, come già in zone paludose o ricche di fiumi, il "carro da montagna" Tipo 62 è poco, ma meglio di niente, e in termini assoluti è indubbiamente un cospicuo deterrente data l'usuale inesistenza di controparti nemiche.
Lo sviluppo iniziò nei primi anni sessanta, ma attualmente non è più in produzione da parecchi anni.

## Caratteristiche
Tecnicamente, il Tipo 62 è un mezzo dotato di scafo saldato e torretta fusa, con motore diesel e cingoli sorretti da sospensioni Cristie.
A vederlo, è possibile distinguerlo da un carro "normale" tipo T-54 solo per via del cannone più piccolo e corto.
Il motore è un diesel da ben 430 hp di potenza, che per il peso di 21 tonnellate significano un rapporto potenza-peso molto buono, assai superiore a quello dei carri medi "standard" dell'esercito cinese. La struttura del treno di rotolamento, con sospensioni del tipo Cristie, è assai sorprendentemente ancora con 5 ruote per lato, nonostante che esse siano molto pesanti (il ZSU-57-2, pesando meno del T-55 da cui deriva, aveva solo 4 ruote per lato). La velocità max è di 60 km/h e l'autonomia di 500, consistente nonostante il ridotto spazio per il carburante disponibile, e l'usuale assenza di serbatoi esterni.
Il livello della corazzatura non è noto, ma dovrebbe essere abbastanza elevato per difendere dal fuoco delle mitragliatrici pesanti (forse 20-50mm), grazie anche alla inclinazione delle piastre.
Come nei carri armati convenzionali, esso ha 3 settori interni, il vano di pilotaggio, quello di combattimento e il vano motore. Il più interessante dei 3 è quello di combattimento, dove vi sono 3 uomini in torretta. Hanno a disposizione semplici sistemi di mira, anche se nei più recenti veicoli forse sono apparsi anche telemetro laser. Il cannone da 85mm è un pezzo ragionevolmente potente e preciso, specie se usato contro veicoli leggermente protetti. La dotazione è di 47 colpi complessivi (contro i 34-43 da 100 dei T-54/55), sufficiente per un buon livello di autonomia di fuoco. La dotazione comprende anche una mtg da 7,62 coassiale e una da 12,7 sulla cupola del capocarro.
In termini di servizio il carro ha avuto una produzione consistente per l'esercito Cinese, venendo impiegato probabilmente anche in Tibet ed altri luoghi montuosi. Oltre a non meno di 1200 mezzi per le esigenze nazionali, è stato fornito ad Albania (35), Repubblica Democratica del Congo (48), Repubblica del Congo (8), Corea del Nord (100), Mali (18), Sudan (60), Tanzania (30), Zaire (50). Nell'insieme un mezzo particolare, dal costo sicuramente limitato, impiegato spesso in conflitti locali da alcuni dei più poveri Stati africani.